# Phil Roe
David Phillip Roe, detto Phil (Clarksville, 21 luglio 1945), è un politico statunitense, membro della Camera dei Rappresentanti per lo stato del Tennessee dal 2009 al 2021.

## Biografia
Nato e cresciuto nel Tennessee, Roe si laureò in medicina e prestò servizio come ufficiale medico nell'esercito, per poi divenire ginecologo.
Successivamente entrò in politica con il Partito Repubblicano e nel 2003 divenne vicesindaco di Johnson City, carica che mantenne fin quando nel 2007 venne eletto sindaco.
Nel 2008 si candidò alla Camera dei Rappresentanti sfidando nelle primarie repubblicane il deputato David L. Davis, in carica da un solo mandato. Roe sconfisse Davis e successivamente vinse anche contro il candidato democratico. Negli anni successivi venne sempre riconfermato dagli elettori, finché nel 2020 annunciò il proprio ritiro e fu succeduto da Diana Harshbarger.
Ideologicamente Roe si configura come un conservatore.